# 2 Гончих Псов
2 Гончих Псов (лат. 2 Canum Venaticorum) — кратная звезда в созвездии Гончих Псов на расстоянии приблизительно 620 световых лет (около 190 парсек) от Солнца.

## Характеристики
Первый компонент (HD 106690A) — красный гигант спектрального класса M0,5III, или M1III, или K5. Визуальная звёздная величина звезды — +5,685m. Масса — около 1,585 солнечной, радиус — около 66,367 солнечного, светимость — около 573,629 солнечной. Эффективная температура — около 3953 K.
Второй компонент (HD 106690B).
Третий компонент — коричневый карлик. Масса — около 20,01 юпитерианской. Удалён в среднем на 1,744 а.е..
Четвёртый компонент (BD+41 2284B) — жёлто-белая звезда спектрального класса F7V, или F8. Визуальная звёздная величина звезды — +8,71m. Масса — около 1,913 солнечной, радиус — около 2,95 солнечного, светимость — около 10,722 солнечной. Эффективная температура — около 6085 K. Удалён на 11,6 угловой секунды.
Пятый компонент — красный карлик спектрального класса M. Масса — около 269,56 юпитерианской (0,2573 солнечной). Удалён от четвёртого компонента в среднем на 1,857 а.е..